# Брет Гелман
Брет Клифорд Гелман (енгл. Brett Clifford Gelman; Хајланд Парк, 6. октобар 1976) амерички је глумац и комичар. Профилисани телевизијски глумац, познат је по улози Марија Баумана у серији Чудније ствари и Мартина у серији Бувара.

## Детињство и младост
Рођен је и одрастао у Хајланд Парку, у Илиноису. Његов отац је био продавац фотографија. Одгајан је као Јеврејин и има млађу сестру која је логопед.
Завршио је Средњу школу у Хајланд Парку. Дипломирао је на Уметничкој академији Универзитета Северне Каролине, где је стекао обуку у класичном позоришту.

## Приватни живот
У децембру 2015. оженио се Џеником Браво. Упознали су се у Њујорку док су заједно радили на реклами за Лутрију Њујорка. Развели су се 2018. године.